# Imeem
O imeem foi uma rede social que suportava blogs e compartilhamento de fotos, áudio e vídeo. O seu foco era a música.

## Histórico
A companhia foi fundada por Dalton Caldwell (vindo da VA Linux Systems) e Jan Jannink (anteriormente do Napster), e outros colaboradores que saíram do antigo serviço de compartilhamento de arquivos Napster. Lançado em outubro de 2004, o imeem tinha uma estrutura de rede social e conteúdo similar ao utilizado por sites como o Flickr e o YouTube.
Em setembro de 2009, o imeem foi adquirido pelo MySpace. Pouco tempo depois, seu site oficial (http://www.imeem.com) saiu do ar, sendo os visitantes  redirecionados para a página inicial do MySpace.

## Sites similares
- Last.fm
- MySpace
- Flickr
- Youtube
- orkut
- Virb
- iLike